# Lewis Howard Latimer
Howard Lewis Latimer (4 tháng 9 năm 1848 - 11 tháng 12 năm 1928) là một nhà phát minh, kỹ sư, chuyên gia tư vấn bằng sáng chế, hoạ viên kiến trúc người Mỹ gốc phi.

## Tiểu sử
Howard Lewis Latimer sinh ra vào ngày 4 tháng 9 năm 1848 ở Chelsea, Massachusetts. Ông là con út trong gia đình có bốn người con của mẹ là Rebecca Latimer (1823 – ngày 13 tháng 8 năm 1910) và cha là George Latimer (ngày 4 tháng 7 năm 1818 – ngày 29 năm 1896) . Cha ông từng bị bắt làm nô lệ của người dân sống tại Virginia tên là James B. Gray. Cha ông đã trốn thoát được và chạy tới Boston, Massachusetts vào tháng 10 năm 1842 cùng với vợ mình Rebecca, người cũng là nô lệ của một người đàn ông khác. Không may, chủ nô cũ của ông đã tìm đến Boston để đưa họ trở về Virginia. Vụ việc trở thành một trường hợp nổi bật trong phong trào cho bãi bỏ chế độ nô lệ, trong đó có sự góp mặt của những người bãi nô như William Lloyd Garrison. Cuối cùng, quỹ đã được vận động để trả Gray $400 đổi lấy sự tự do cho George Latimer.
Lewis Latimer đã gia nhập Hải quân Hoa Kỳ ở độ tuổi 16 vào ngày 16 tháng 9 năm 1863 và phục vụ như một tân binh của USS Massasoit. Sau khi giải ngũ Hải quân vào tháng 3 năm 1865, ông đã kiếm được việc làm như một nhân viên chạy việc vặt ở văn phòng với có được một bằng sáng chế từ công ty luật Crosby Halstead and Gould, với lương $3.00 mỗi tuần. Ông học được cách sử dụng vật dụng đo đạc như thước kẻ, thước đo góc,... và các dụng cụ thiết kế khác. Không lâu sau, người chủ nhận ra tài năng của ông trong việc phác thảo bản vẽ thiết kế nên Latimer được thăng lên vị trí hoạ viên kiến trúc chủ chốt và kiếm được $20.00 mỗi tuần vào năm 1872.
Mary Wilson Lewis được sinh ra tại Providence, Đảo Rhode, là con gái của William Lewis và Louisa M. Lewis. Vào ngày 15 tháng 10 năm 1873, Lewis Howard Latimer và Mary kết hôn với nhau tại Fall River, Massachusetts. Họ có hai người con gái, Emma Jeanette (ngày 12 tháng 6 năm 1883 – tháng 5 năm 1978) và Louise Rebecca (ngày 19 năm 1890 – tháng 5 năm 1963). Người con Jeanette sau này đám cưới với Gerald Fitzherbert Norman, người da đen đầu tiên được thuê làm giáo viên trường trung học phổ thông trong hệ thống trường công thành Phố New York. Họ cũng có hai con: Winifred Latimer Norman (tháng 7 năm 1914 – tháng 4 năm 2014), một chuyên viên xã hội, là người giám hộ của di sản ông nội cô; và Gerald Latimer Norman (ngày 22 tháng 12 năm 1911 – ngày 26 tháng 8 năm 1990), người đã trở thành một thẩm phán luật.
Lewis Howard Latimer mất vào ngày 11 tháng 12 năm 1928 tại Flushing, Queens, thành Phố New York, ở tuổi 80.

## Công việc kỹ thuật và sáng chế

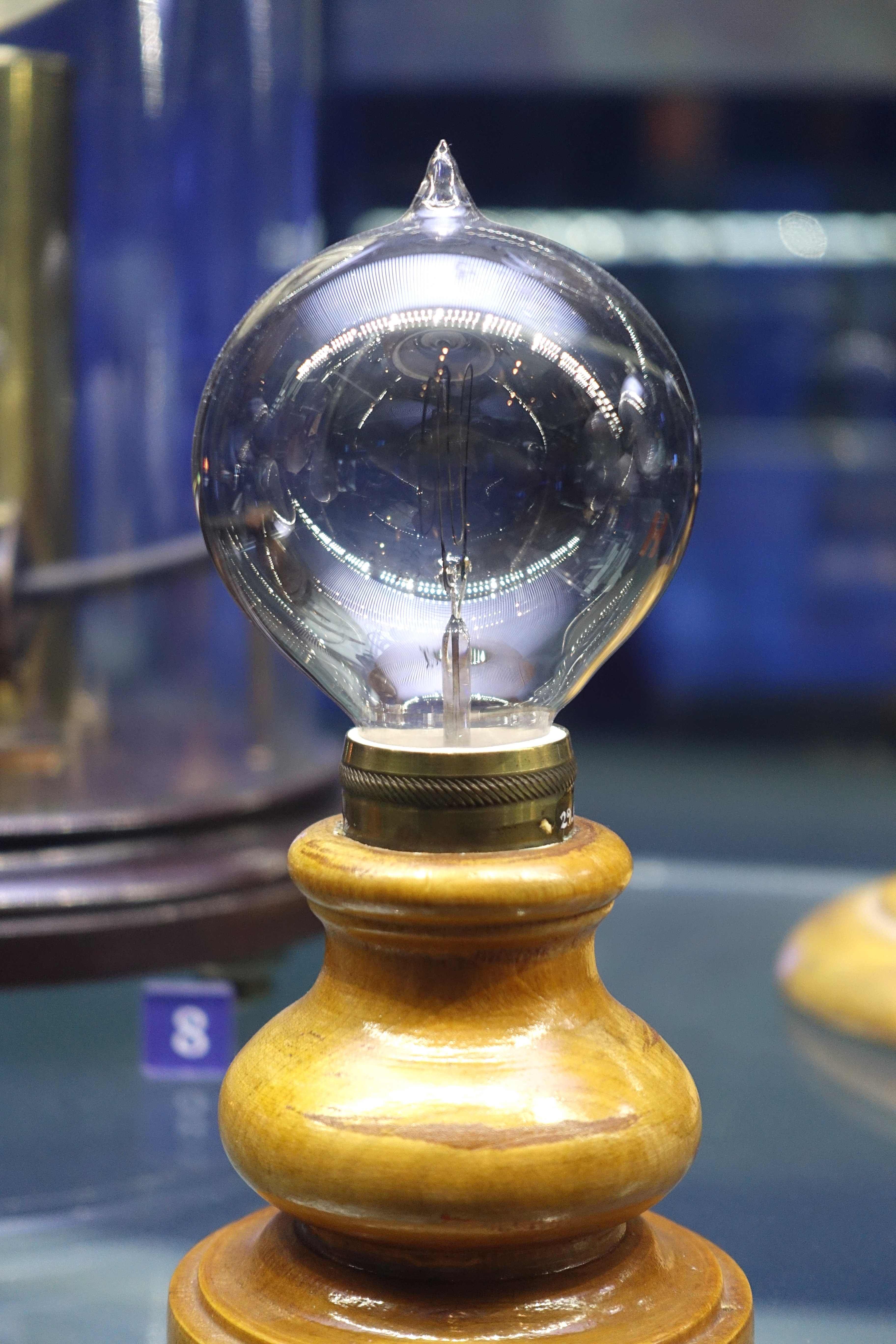
Bóng đèn điện của Lewis Latimer, 1883

Năm 1874, ông đồng sáng chế (với Charles W. Brown) cải thiện hệ thống vệ sinh cho toa xe lửa gọi là hệ thống vệ sinh cho phương tiện sử dụng đường ray (bằng sáng chế Hoa Kỳ số 147,363).
Vào năm 1876, Alexander Graham Bell thuê Latimer về để làm việc. Sau đó, một người tại văn phòng luật về quyền sử dụng trí tuệ và phát minh của Bell, dự thảo bản vẽ cần thiết để nhận được bằng sáng chế cho phát minh điện thoại  của Bell.
Năm 1879, ông và vợ ông chuyển đến Bridgeport, Connecticut với anh trai William và mẹ của ông, Rebecca. Các anh em của ông gồm người anh George A. Latimer cùng vợ anh, Jane và chị gái Margaret cùng với chồng cô Augustus T. Hawley và con cái của họ, đã sống ở đó từ trước. Lewis đã được thuê làm trợ lý quản lý và người vẽ kĩ thuật cho công ty Điện lực và Ánh sáng Hoa Kỳ, một công ty sở hữu bởi Hiram Maxim, một đối thủ của Thomas A. Edison.
Latimer nhận được một sáng chế trong tháng 1881 cho các "quá trình sản xuất carbon", một phương pháp cải tiến cho những sản xuất của sợi carbon được sử dụng trong bóng đèn.
Công ty Điện lực và Ánh sáng Edison ở thành Phố New York đã thuê Latimer năm 1884. Ông làm hoạ viên và chuyên gia làm chứng trong việc kiện tụng bản quyền sáng chế trên thiết bị điện phát sáng được. Latimer được ghi với một quá trình hoàn thiện để tạo ra một sợi carbon lúc này, đó là một sự cải tiến trên của Thomas Edison giấy ban đầu dây tóc, mà sẽ ghi ra một cách nhanh chóng. Khi mà công ty đã được kết hợp năm 1892 với công ty Điện lực Thomson-Houston để tạo thành General Electric ông vẫn tiếp tục làm việc ở bộ phận pháp lý. Trong năm 1911, ông đã trở thành một chuyên gia tư vấn cho các công ty luật.

## Di sản
- Latimer là một người bổ nhiệm của các Quốc gia nhà phát Minh Trường của sự nổi Tiếng với công việc của mình trên điện sợi kỹ thuật sản xuất.[10]
- Các Latimer nhà gia đình là trên Latimer Nơi trong Xả, Queens. Nó được chuyển đi khỏi vị trí ban đầu cho một công viên nhỏ và biến thành một viện bảo tàng trong danh dự của nhà phát minh.[11][12][13]
- Latimer là một thành viên của Xả, New York, thuyết nhất thể nhà Thờ.
- Một bộ căn nhà trong Xả được gọi là "Latimer Vườn".[14]
- Tái bút: 56 trong Clinton Hill, Brooklyn, được đặt tên Lewis H. Latimer Học ở Latimer danh dự.

## Bằng sáng chế
- Bằng sáng chế Hoa Kỳ số 147.363 "Tủ nước cho xe đường sắt" ngày 10 tháng 2 năm 1874.
- Bằng sáng chế Hoa Kỳ số 247.097 "đèn Điện" (với Nichols, Joseph V.), ngày 13 tháng chín 1881
- Bằng sáng chế Hoa Kỳ số 252.386 "Quá trình sản xuất Cacbon," 17 tháng, 1882,
- Bằng sáng chế Hoa Kỳ số 255.212 "Người ủng hộ đèn điện" (với Tregoning, John), 21 Tháng ba, 1882
- Bằng sáng chế Hoa Kỳ số 334.078 "Thiết bị làm mát và khử trùng" ngày 12 tháng 1 năm 1886
- Bằng sáng chế Hoa Kỳ số 557.076 "Khóa giá cho mũ áo khoác, và ô," ngày 24 Tháng ba 1896
- Bằng sáng chế Hoa Kỳ số 968.787 "Đèn cố định" (với Nâu, Charles W.), ngày 30 năm 1910